# Cerkiew Podwyższenia Krzyża Pańskiego w Uhninie
Cerkiew Podwyższenia Krzyża Pańskiego – prawosławna cerkiew w Uhninie, istniejąca w latach 1912–1938.

## Historia
Cerkiew została zbudowana w latach 1911–1912 według projektu Aleksandra Puringa z drewna na podmurówce. Obiekt poświęcił biskup chełmski Eulogiusz w 1912. Prace budowlane wykonali sami parafianie. Środki na budowę świątyni częściowo pochodziły z odszkodowania za spaloną prawosławną kaplicę, która istniała w Uhninie od lat 70. XIX w., zaś w 1911 uległa zniszczeniu. Inwestycję wsparli finansowo prywatni darczyńcy z Moskwy, w tym być może kupiec Kławdij Paschałow, fundator kilku innych cerkwi w eparchii chełmskiej wzniesionych w podobnym okresie. Obiekt nie doznał uszczerbku w czasie I wojny światowej, nie był jednak wówczas czynny, gdyż prawosławna ludność udała się na bieżeństwo. Po powrocie części prawosławnych, co nastąpiło po 1918, świątynia została na krótko ponownie otwarta, po czym na polecenie polskiej administracji ziemi chełmskiej zamknięta ponownie. Nie figuruje w wykazach czynnych świątyń z 1923 i 1927. Jeszcze w 1921 Okręgowa Dyrekcja Robót Publicznych w Lublinie wniosła o udzielenie kredytu na rozbiórkę świątyni, którą przedstawiono jako wzniesioną „ściśle w celu propagandy prawosławia” w typowo rosyjskim stylu. Nadmieniano także, że materiał budowlany pozyskany w ten sposób posłuży dla wzniesienia domu ludowego i szkoły w Dębowej Kłodzie. Chociaż w 1921 starosta włodawski został powiadomiony o przeprowadzeniu rozbiórki cerkwi, budynek w istocie nie został zniszczony.
W 1923 wojewoda lubelski Stanisław Moskalewski zasugerował w Ministerstwie Wyznań Religijnych i Oświecenia Publicznego otwarcie nieczynnej cerkwi w Uhninie jako kościoła rzymskokatolickiego, z adnotacją, iż miałoby być to działanie tymczasowe. Ministerstwo poparło wniosek, lecz biskup podlaski Henryk Przeździecki odmówił przejęcia obiektu jako rzymskokatolickiego kościoła, planując zamiast tego otworzyć w Uhninie placówkę neounicką. Jesienią 1925 wojewoda spotkał się z biskupami podlaskim oraz lubelskim Marianem Fulmane i ustalił, że cerkiew w Uhninie zostanie jednak zaadaptowana na kościół. Tym razem jednak ministerstwo nie wydało od razu niezbędnej zgody i obiekt jeszcze do 1930 pozostawał zamknięty i nieużytkowany. Równocześnie o prawo otwarcia cerkwi stale ubiegała się miejscowa społeczność prawosławna, konsekwentnie jednak otrzymywała odpowiedź odmowną. Miejscowi wyznawcy prawosławia stanowczo odmawiali przejścia na neounię i grozili zniszczeniem świątyni w Uhninie, gdyby miała zostać przekazana Kościołowi katolickiemu.
W 1927 metropolita warszawski i całej Polski Dionizy, mimo zakazów władz, a w odpowiedzi na stałe prośby miejscowych wiernych, zaczął kierować do Uhnina mnichów z monasteru św. Onufrego w Jabłecznej. Pierwsze nabożeństwa odprawiane przez nich odbyły się przed budynkiem zamkniętej cerkwi, jednak przybycie duchownych skłoniły miejscowych wiernych do zerwania pieczęci z drzwi świątyni. Kilkakrotnie doszło do nielegalnego nabożeństwa w otwartej w ten sposób cerkwi, którą następnie każdorazowo zamykała policja. Dopiero w 1930, wobec nieustępliwej postawy prawosławnych, władze lokalne postanowiły zgodzić się na otwarcie cerkwi w Uhninie jako filii parafii w Sosnowicy, o ile równocześnie prawosławni zrezygnują na rzecz katolików z cerkwi w Hołownie. W 1933 cerkiew w Uhninie znalazła się na liście 112 świątyń przewidzianych do otwarcia, zaś 21 kwietnia tego samego roku została udostępniona do celów kultowych. Pozostawała przy tym własnością państwa. Miejscowym wiernym pozwolono natomiast z własnych środków wykonać remont dachu i wnętrza świątyni. Według Grzegorza Pelicy cerkiew w Uhninie została otwarta jako neounicka, przy czym uczęszczająca do niej ludność nie utożsamiała się z katolicyzmem i uważała się za prawosławnych. Autor ten podaje, że w latach 30. XX wieku w Uhninie działała także kaplica domowa, którą nadal obsługiwali mnisi z Jabłecznej. 
20 czerwca 1938 cerkiew została ponownie zamknięta, zaś na 6 lipca wyznaczono termin jej rozbiórki. Działo się to w ramach akcji burzenia cerkwi na Chełmszczyźnie, ostatniej fazy akcji rewindykacji cerkwi prawosławnych w II Rzeczypospolitej. Jeszcze przed tym terminem delegacja parafian z Uhnina udała się do Warszawy, prosząc o nieniszczenie świątyni, argumentując, że obiekt został niedawno odremontowany i przedstawia znaczne walory estetyczne. Według Dawidziuka cerkiew została zniszczona 8 lipca 1938 przez wynajętych robotników i strażaków. Przed przystąpieniem do rozbiórki policja rozpędziła zgromadzonych wiernych. Następnie burzący zniszczyli ikonostas i inne elementy wyposażenia świątyni. Pelica podaje, że informacje te są nieścisłe i że 8 lipca zniszczona została tylko prawosławna kaplica domowa, natomiast cerkiew z 1912 istniała jeszcze w październiku 1938, gdy jest wzmiankowana w korespondencji urzędowej jako obiekt, który nie został zniszczony mimo wyraźnych w tym zakresie poleceń. Cerkiew w Uhninie została zniszczona jeszcze w tym samym roku.